# 100美元纸币

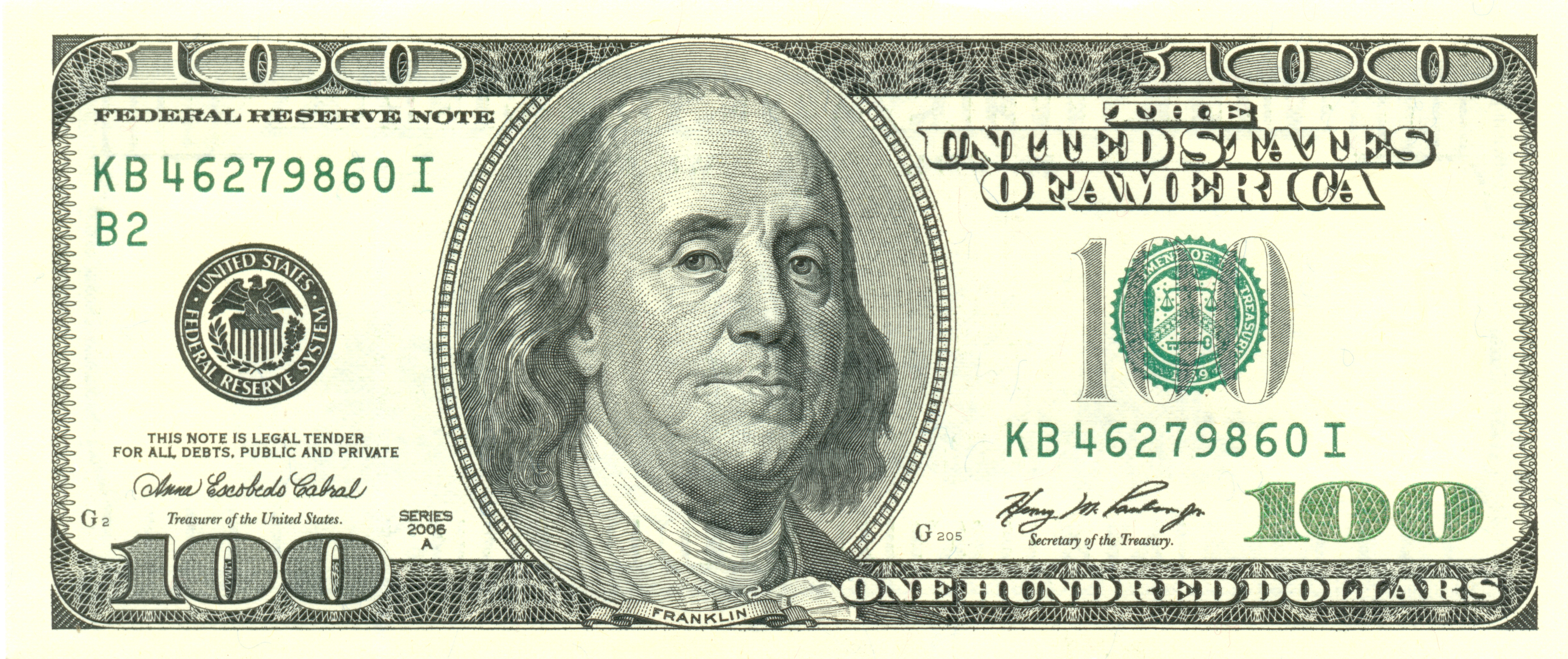
2003A100美元纸币正面

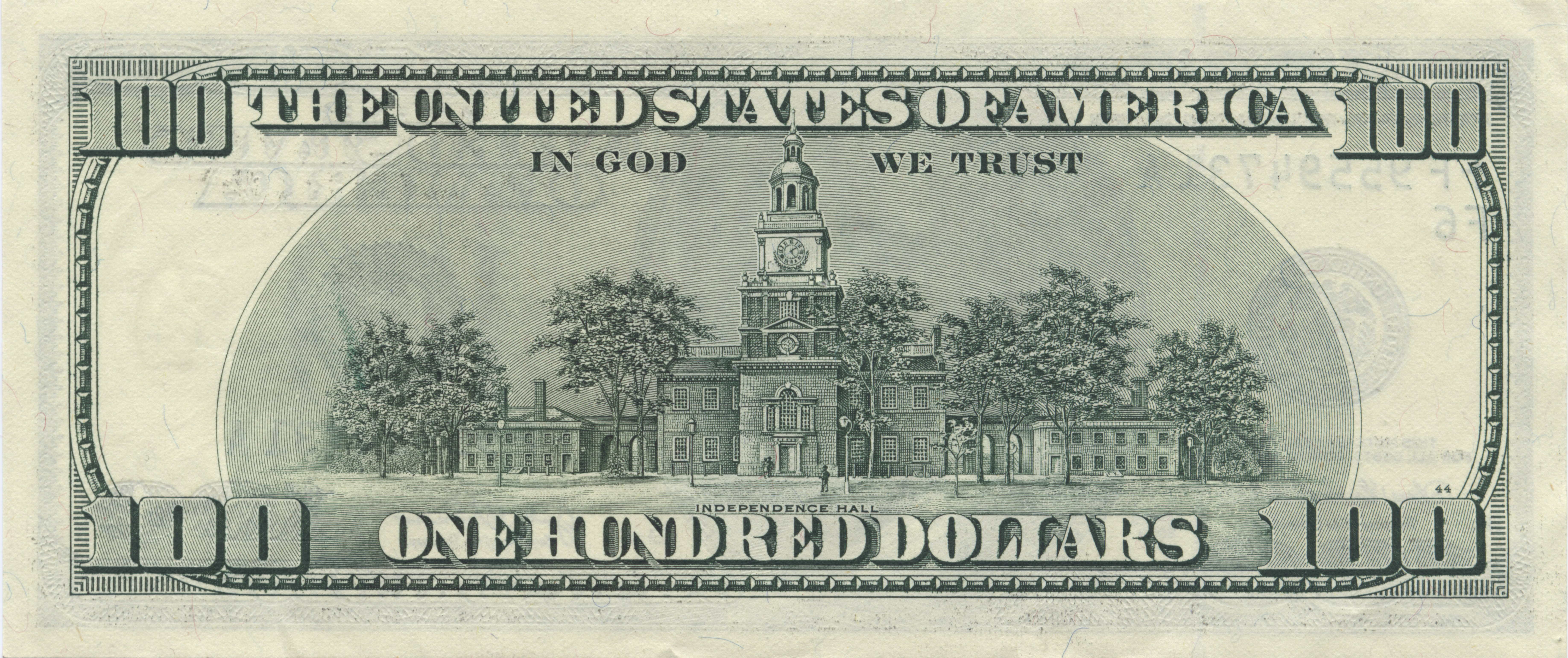
2003A100美元纸币反面

100美元纸币是一种美国货币。最新的2009年版本的正面图案为美国政治家、发明家和外交家本杰明·富兰克林，背面图案为美国独立纪念馆，上面的钟显示时间为2点22分。 
钟面上的数字四被错误地写成了“IV”，而事实上独立纪念馆的钟面为“IIII”。自1969年7月14日以来，这是流通的最大面值的纸币，其它高面额的纸币如500美元、1000美元、5000美元、10000美元和100000美元已经不再流通。
美國政府原定於2011年2月發行流通新版百元美鈔，但因為印製過程出現錯誤，延後新鈔的流通時程，
直到2013年4月24日，美國聯準會發表聲明，新版2009A系列百元美鈔自2013年10月8日起流通。目前只有两种纸币没有采用美国总统作为正面图案，另一种为10美元纸币，其图案为亚历山大·汉密尔顿，但富蘭克林與汉密尔顿也是建國元勳。

## 大票幅美鈔歷史
(approximately 7.4218 × 3.125 in ≅ 189 × 79 mm)

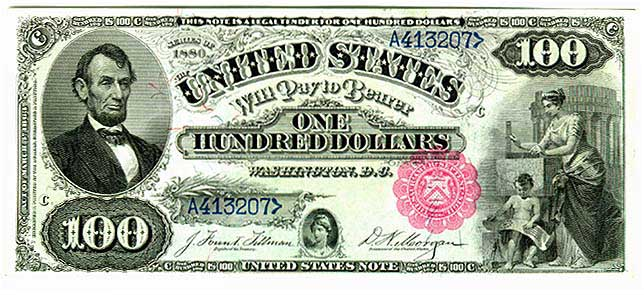
Series 1880 $100 note

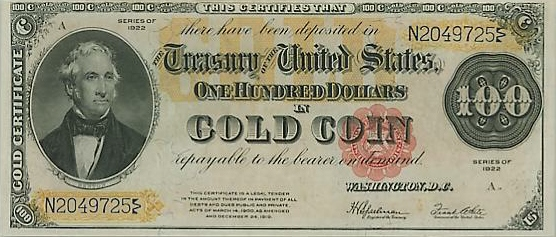
A 1922 hundred-dollar Gold Certificate

- 自1861年開始。

## 小票幅美鈔歷史
(6.14 × 2.61 in ≅ 157 × 66 mm)
- 自1929年開始

## 延伸連結
- interactive 100 dollar bill

## 延伸閱讀
- Friedberg, Arthur; Ira Friedberg, David Bowers. . Whitman Publishing. 2005. ISBN 0-7948-1786-6.
- Hudgeons, Thomas.  38th. House of Collectibles. 2005. ISBN 1-4000-4845-1. OCLC 244167611.
- Wilhite, Robert.  17th. Krause Publications. 1998. ISBN 0-87341-653-8.